# Boundary Value Problems
Boundary Value Problems is een internationaal, aan collegiale toetsing onderworpen open access wetenschappelijk tijdschrift over randwaardeproblemen, een type differentiaalvergelijking waarvan de oplossing aan bepaalde voorwaarden moet voldoen. De naam wordt in literatuurverwijzingen meestal afgekort tot Bound. Value Probl.
Het tijdschrift is in 2005 opgericht en werd oorspronkelijk uitgegeven door Hindawi Publishing Corporation. Tegenwoordig wordt het uitgegeven door Springer Science+Business Media.